# Carlos Orellana
Carlos Orellana Martínez (Santiago Tezontlale, 28 de diciembre de 1900-Ciudad de México, 24 de enero de 1960) fue un actor, director y guionista de cine mexicano. 
Realizó varios proyectos con Pedro Infante y participó en películas de actores cómicos. Protagonizó la primera película de Cantinflas y trabajó con Antonio Espino y Mora, Adalberto Martínez, llegando a explorar diversos géneros, desde la comedia, drama, incluso el fantástico, en los inicios del cine Mexicano. Instruia a las figuras del cine en todos los aspectos, su compromiso con el arte cinematográfico fue crucial para la consolidación de la industria e incluso en la identidad del país, México. Su última aparición como actor fue en Dos corazones y un cielo protagonizada por Eulalio González "Piporro", en donde también Orellana trabajo en el guion. 
En los inicios de su carrera protagonizó como actor la primera película sonora en México, denominada Santa (filmada en 1932), en donde interpretó en el piano y voz la canción "Santa", este hecho, el ser cantante y protagonista de la primera película con sonido, y su éxito como guionista y actor hacen a Carlos Orellana un personaje entrañable e histórico.

## Biografía y carrera
Interrumpió sus estudios de bachillerato ya que fue enrolado en las fuerzas revolucionarias comandadas por Venustiano Carranza.
Tras la muerte de Carranza, Carlos Orellana inició su carrera como actor en zarzuela y teatro de revista en donde se presentó con María Conesa (La Gatita Blanca) y con las hermanas Blanch.
"Después de trabajar en toda clase de compañías líricas de género grande, en operetas y hasta en óperas, empezó a destacar en el Teatro Fábregas con imitaciones de actores conocidos y terminó por interpretar con acierto toda clase de tipos populares y extranjeros: árabes, chinos, alemanes, etc.".
De su labor como actor dijo alguna vez que siempre tuvo una gran facilidad para las imitaciones, pero su verdadera iniciación fue en el teatro.
Su primera incursión cinematográfica fue en Santa (dir. Antonio Moreno, 1932) el primer film con sonido directo producido en México, en donde Orellana personificó a Hipólito. Otra de sus actuaciones importantes la realizó en 1937 en la cinta No basta ser madre (dir. Ramón Peón, 1937) al lado de Sara García, en el papel del Tío Lamparita. Sin dejar de mencionar su interpretación del chino Chang Chong en Café de chinos (dir. Joselito Rodríguez, 1949).
Tras sus primeras apariciones como actor de cine, Orellana inició su labor como guionista y argumentista en 1939, para después convertirse en director cinematográfico, labores que realizó a lo largo de 20 años. Sobre trabajo creativo, Orellana reconoció “que era un simple obrero en el cine, ya que sabía hacer de todo, desde poner un ladrillo o una mesa en el set, hasta interpretar las más difíciles caracterizaciones. Además, para él [...] no podía existir una buena película, sin un buen argumento, por eso es que dedicaba gran parte de sus observaciones a estudiarlo, antes de empezar a escribir" (Ídem). Además de escribir importantes guiones dramáticos, diversas películas mexicanas cuentan con sus aportaciones al guion en la comedia. También fue reconocido por la película "Acá las tortas", obra que coprotagonizó una vez más junto la extraordinaria primera actriz Sara García.[cita requerida]

### Muerte
El 24 de enero de 1960, Orellana falleció en Ciudad de México a los 59 años de edad, a causa de una afección pulmonar.

## Filmografía

### Como actor
| - 1959 Dos corazones y un cielo - 1958 Bajo el cielo de México - 1958 El castillo de los monstruos - 1957 Tizoc: Amor indio - 1956 Las medias de seda - 1955 Tú y las nubes - 1955 Cupido pierde a Paquita - 1955 Los paquetes de Paquita - 1954 Maldita ciudad - 1954 La calle de los amores - 1954 Borrasca en las almas - 1954 Romance de fieras - 1953 Reportaje - 1953 Dos tipos de cuidado - 1953 Del rancho a la televisión - 1952 Cuando los hijos pecan - 1952 Un príncipe de la iglesia - 1951 Acá las tortas - 1951 ¡... Y murió por nosotros! - 1950 Anacleto se divorcia - 1950 Cuando los hijos odian o La hija del panadero | - 1949 Café de chinos - 1948 Enrédate y verás - 1947 Los tres García - 1947 ¡Vuelven los García! - 1947 La barca de oro - 1946 Crimen en la alcoba - 1946 Pepita Jiménez - 1945 La casa de la zorra - 1945 Escuadrón 201 - 1945 La hora de la verdad - 1945 Amor prohibido - 1944 Alma de bronce - 1944 El intruso - 1944 La fuga - 1944 El pecado de una madre - 1944 El herrero - 1943 Arriba las mujeres - 1943 Tierra de pasiones - 1943 Qué hombre tan simpático - 1942 Secreto eterno - 1942 Simón Bolívar | - 1942 Dos mexicanos en Sevilla - 1941 Cinco minutos de amor - 1941 Noche de recién casados - 1940 El secreto de la monja - 1940 Borrasca humana - 1940 Miente y serás feliz - 1940 La canción del milagro - 1940 Pobre diablo - 1939 El signo de la muerte - 1939 Mujeres y toros - 1939 Calumnia - 1939 En un burro tres baturros - 1939 El capitán aventurero - 1938 El rosario de Amozoc - 1938 El hotel de los chiflados - 1938 Sucedió en La Habana - 1937 No basta ser madre - 1937 La Paloma - 1937 No te engañes, corazón - 1934 Juárez y Maximiliano - 1933 La noche del pecado - 1933 La Llorona - 1933 El anónimo - 1932 Santa |

### Como guionista
| - 1982 Fieras contra fieras - 1959 Dos corazones y un cielo (adaptación) - El cofre del pirata (1959) (adaptación) - El superflaco (1959) (guionista) - Bajo el cielo de México (1958) (guion) ... aka Beneath the Sky of Mexico (International: English title) - El castillo de los monstruos (1958) (guionista) ... aka Castle of the Monsters - Gran premio, El (1958) (script) - Quiero ser artista (1958) (argumento y adaptación) ... aka Cartero del barrio, El (México: subtitle) - Pobres millonarios (1957) (adaptación) - Nunca me hagan eso (1957) (guionista) - Muertos de risa (1957) (guionista) - Tizoc: Amor indio (1957) (guionista) - Platillos voladores, Los (1956) (guionista) - Viva la juventud! (1956) (adaptación) - Una movida chueca (1956) (adaptación) - Tierra de hombres (1956) (guion) - Cupido pierde a Paquita (1955) (argumento y guion) | - Los paquetes de Paquita (1955) (argumento y guion) - Maldita ciudad (1954) (argumento y guion) - Borrasca en las almas (1954) (adaptación) - Romance de fieras (1954) (guion) - Dos tipos de cuidado (1953) (guion) - Del rancho a la televisión (1953) (guionista) - Pepe El Toro (1952) (guion) - Cuando los hijos pecan (1952) (adaptación) ... aka Cabaretera (México) - Anacleto se divorcia (1950) (guionista) - Cuando los hijos odian (1950) (guionista) - Café de chinos (1949) (argumento y guion) - Flor de caña (1948) (guion) - Casa de la Troya, La (1948) (adaptación y diálogos adicionales) ... aka College Boarding House (International: English title) - Los tres García (1947) (guionista) - ¡Vuelven los García! (1947) (desarrollo) - Barca de oro, La (1947) (guionista) ... aka Corrido de Chabela Vargas, El - ¡Qué verde era mi padre! (1947) (argumento) - Loco y vagabundo (1946) (adaptación) - Cásate y verás (1946) (guionista) | - 'Como México no hay dos'! (1945) (argumento, adaptación y diálogo) - Capitán Malacara, El (1945) (guion) - Amores de ayer (1944) (argumento guion) - Pequeña madrecita, La (1944) (argumento y guion) ... aka The Little Mother (USA) - Arriba las mujeres (1943) (guionista) - Morenita clara (1943) (argumento y guion) - Qué hombre tan simpático (1943) (adaptación) ... aka What a Charming Fellow (USA) - Secreto eterno (1942) (argumento y adaptación) ... aka Corazón de mujer (México) ... aka The Eternal Secret (USA) - El que tenga un amor (1942) (guionista) - Dos mexicanos en Sevilla (1942) (guionista) - Cinco minutos de amor (1941) (guionista) - La gallina clueca, La (1941) (guionista) - Noche de recién casados (1941) (guionista) - Pobre diablo (1940) (guionista) - En un burro tres baturros (1939) |

### Como director
| - 1960 Un trío de tres - 1958 El gran premio - 1949 Cara sucia - 1948 Mi esposa busca novio - 1948 Flor de caña - 1948 La casa de la Troya - 1948 Enrédate y verás - 1946 Loco y vagabundo - 1946 Cásate y verás - 1945 'Como México no hay dos'! - 1945 El capitán Malacara - 1943 ¡Arriba las mujeres! - 1942 Secreto eterno - 1942 El que tenga un amor - 1942 Dos mexicanos en Sevilla - 1941 Noche de recién casados |